# Abraham Mendelssohn Bartholdy

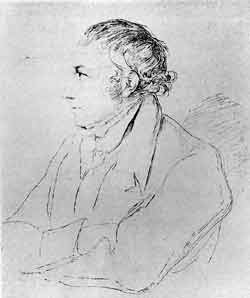
Abraham Mendelssohn Bartholdy

Abraham Mendelssohn Bartholdy (* 10. Dezember 1776 in Berlin; † 19. November 1835 ebenda) gehört der deutsch-jüdischen Familie Mendelssohn an. Er leitete zwischen 1804 und 1821 zusammen mit seinem Bruder Joseph das von diesem gegründete Bankhaus Mendelssohn und gehörte ebenso wie dieser zu den Gründungsmitgliedern der Gesellschaft der Freunde. Er war der Vater der Komponisten Felix Mendelssohn Bartholdy und Fanny Hensel.

## Leben
Seine Eltern waren der Kaufmann und Philosoph Moses Mendelssohn und Fromet Gugenheim.
Als Abraham Mendelssohn wurde er Anfang des 19. Jahrhunderts im Bankhaus Fould & Co in Paris ausgebildet. Bei einem Berlin-Aufenthalt lernte er seine spätere Frau Lea Salomon kennen, die er am 26. Dezember 1804 heiratete. Der Ehe entstammten vier Kinder. Nachdem die junge Familie zunächst in Hamburg gewohnt hatte, zog sie, durch die französische Annexion der Hansestadt erzwungen, 1811 nach Berlin. Als Kaufmann gelangte Abraham Mendelssohn zu einem nicht unerheblichen Vermögen. Seine Kinder erzog er christlich. Im Jahr 1816 ließ er alle vier Kinder christlich taufen und konvertierte 1822 gemeinsam mit seiner Frau schließlich selbst zum Protestantismus. Wenige Wochen danach erhielt Abraham die behördliche Erlaubnis, den Zusatznamen „Bartholdy“ anzunehmen. Es handelte sich um den Namen des Eigentümers einer Meierei, die der Großvater seiner Frau, Daniel Itzig, 1779 gekauft hatte. Sie hatte sich von 1684 bis 1730 im Besitz der Familie Bartholdi befunden. Schon die Brüder seiner Frau, Jacob und Isaac Salomon, hatten sich nach ihrer Taufe diesen neuen Familiennamen zugelegt.
Zwei der vier Kinder Mendelssohn Bartholdys wurden als Musiker berühmt: Seine Tochter Fanny, die den Kunstmaler Wilhelm Hensel heiratete, war ebenso eine berühmte Komponistin wie ihr weltbekannter, 1809 geborener Bruder Felix Mendelssohn Bartholdy. Sein Sohn Paul, der ebenfalls musikalisch begabt war, trat dagegen in die Familienbank ein, die er ab 1871 als Seniorchef leitete.

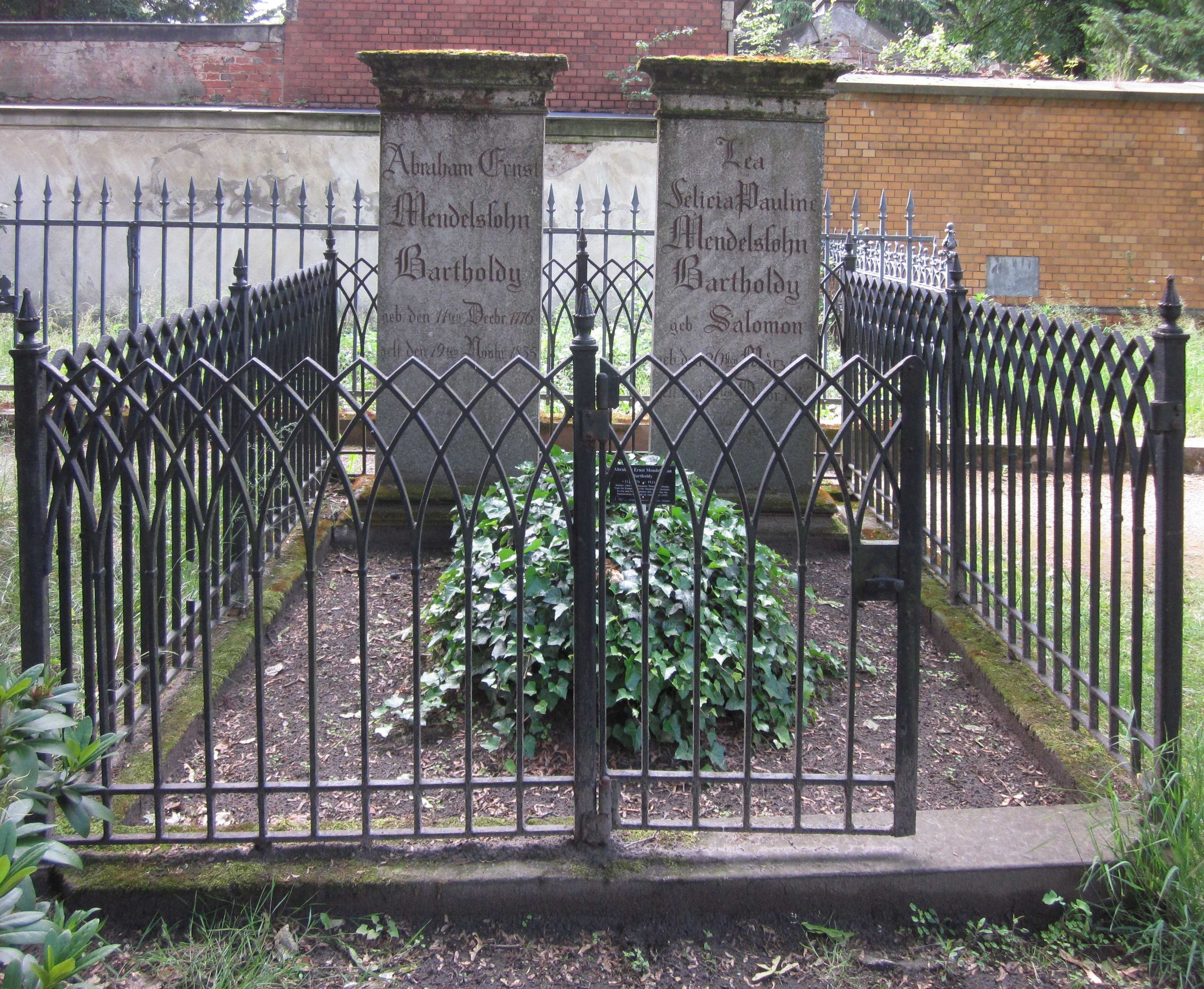
Grab von Abraham und Lea Mendelssohn Bartholdy in Berlin-Kreuzberg

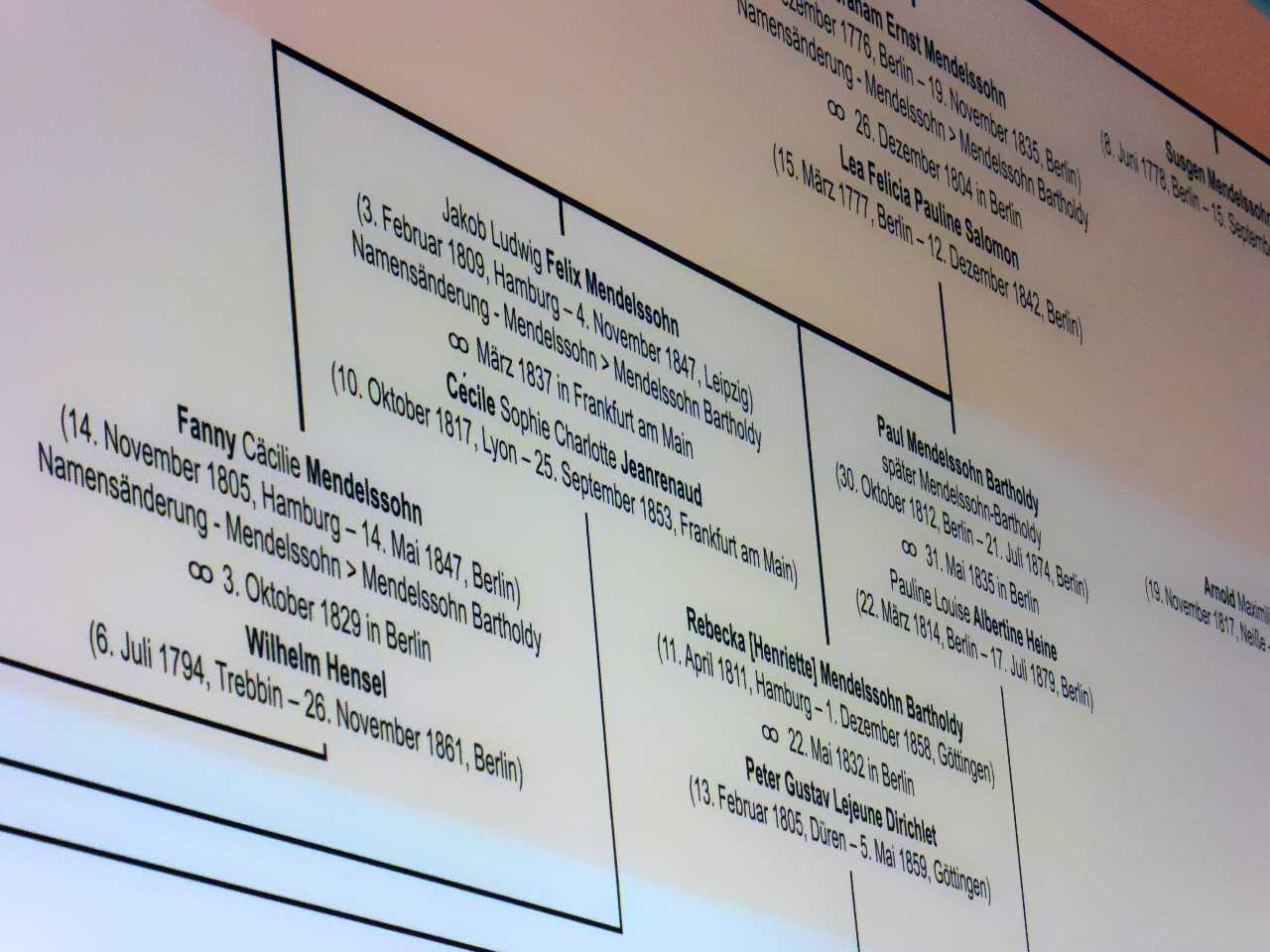
Ausschnitt aus dem Stammbaum der Mendelssohn-Familie mit den Kindern von Abraham Mendelssohn Bartholdy an der Wand der Dauerausstellung in der ehemaligen Kapelle auf dem Dreifaltigkeitsfriedhof I in Berlin-Kreuzberg

Kurz vor seinem Tode wurde er am 2. Juli 1835 zum Stadtältesten von Berlin ernannt. Abraham Mendelssohn Bartholdy starb 1835 im Alter von fast 59 Jahren in Berlin. Die Beisetzung fand auf dem Dreifaltigkeitsfriedhof I vor dem Halleschen Tor statt. Seine Gattin Lea wurde sieben Jahre später neben ihm bestattet. In der Gittergrabanlage dienen zwei hohe flache Stelen als Grabmarkierungen. Auch das Erbbegräbnis Hensel/Mendelssohn Bartholdy, in dem unter anderen ihre Kinder Fanny und Felix beigesetzt sind, sowie das Grab des Sohnes Paul befinden sich in der Nähe. Die letzte Ruhestätte von Abraham Mendelssohn Bartholdy (Grablage DV1-1-2) war von 1952 bis 2015 Ehrengrab des Landes Berlin.